# Condessa Spencer
Condessa Spencer é o título dado à esposa do Conde Spencer, um título nobre britânico criado em 1765.
O atual conde Spencer é Charles Spencer, irmão da falecida Princesa Diana de Gales, nascida Lady Diana Spencer.
A atual Condessa Spencer é Karen Spencer, terceira esposa de Charles.

## Condessas Spencer mais recentes
- Charlotte Seymour (1858-1903), esposa do John Spencer, 5.º Conde Spencer;
- Margaret Baring (1887-1906), esposa de Charles Spencer, 6.º Conde Spencer;
- Cynthia Spencer (1919-1972), esposa de Albert Edward John Spencer, 7.º Conde Spencer;
- Frances Shand Kydd (1954-1969), primeira esposa de John Spencer, 8.º Conde Spencer, e mãe da falecida Princesa Diana de Gales;
- Raine McCorquodale (1976-1992), segunda esposa de John Spencer, 8.º Conde Spencer;
- Victoria Lockwood (1988-1997), primeira esposa de Charles Spencer, 9.º Conde Spencer;
- Caroline Freud (2001-2009), segunda esposa de Charles Spencer, 9.º Conde Spencer;
- Karen Gordon (2011- ...), terceira esposa de Charles Spencer, 9.º Conde Spencer, e atual Condessa Spencer.[1]